# Sext Africà
Sext Africà o Sext Líbic (en llatí Sextus Africanus o Sextus Lybicus, en grec Σέξτος Λίβυς) va ser un filòsof romà.
El mencionen Suides i Eudòxia Macrembolitissa. Aquesta li atribueix les obres Σκεπτικὰ ἐν βιβλίοις ί, Sceptica in Libris decem, i καὶ πυρρώνεια, Pyrrhonia, però és clar que el confon amb Sext Empíric, amb un nom inusual i probablement inexacte.